# Puccinellia manchuriensis
Puccinellia manchuriensis är en gräsart som beskrevs av Jisaburo Ohwi. Puccinellia manchuriensis ingår i släktet saltgrässläktet, och familjen gräs. Inga underarter finns listade i Catalogue of Life.